# 縫合不全
縫合不全（ほうごうふぜん、英語: Anastomotic Leakage）とは、主に手術後に吻合した際に縫合した組織間が十分な癒合を起こさず、縫合部位の一部もしくは全体が解離してしまう現象である。術後合併症の1つ。

## 概要
縫合後の正常な創癒合の過程では、縫合してから2〜3日の後に組織中の線維芽細胞の活性化が起こり、およそ7日前後で癒合が完成するが、このプロセスは幾つかの因子によって阻害され、縫合不全を起こしうる。縫合不全はしばしば縫合を行った医師の手技失敗によるものと解釈される傾向があるが、術者の技術や判断によりある程度縫合不全を回避可能な場合はあるものの、技術と無関係な要因も縫合不全の形成に多数関与しており、創部の縫合不全を完全に回避することは不可能とされる。
組織の癒合を阻害し縫合不全の原因となる要因は、全身的要因と局所的要因に大別される。
1. 全身的要因：栄養不良、代謝障害、浮腫、低酸素状態、特定の薬剤の使用（抗癌剤、ステロイド）
2. 局所的要因：血行障害、感染、創部組織の過緊張、消毒

## 症状
一般的な感染症などと同様の、発熱、白血球増加、脈拍数増加、血液学検査上の炎症が全身的症状として現れやすい。また、局所的には、肉眼的な創部の離解、疼痛、発赤、腫脹、排膿、出血といった症状、排液に壊死組織が溜まり異臭も起こる。

## 対応
縫合不全の原因および影響は縫合部位や患者によって異なるが、基本的にそれらの原因・影響に対する対症療法を行う必要があり、抗生剤の投与、創部のドレナージ、再縫合（二次感染の危険がない場合に限る）といった対応が為される。また、皮膚などではなく内臓などの縫合不全では、消化液の漏出や腹腔内出血の続発により時に致命的となるため、それらが疑われる場合は再開腹などを行うこともある。
こうした積極的な治療に加え、創部の感染防止、体位による創部の緊張回避、輸液・食事管理といった周辺的な対応も重要である。